# Manegsombo (Saaba)
Pour les articles homonymes, voir Manegsombo.
Manegsombo est une localité située dans le département de Saaba de la province du Kadiogo dans la région Centre au Burkina Faso. En 2006, cette localité comptait 365 habitants dont 47,4 % de femmes.

## Santé et éducation
Manegsombo accueille un centre de santé et de promotion sociale (CSPS) tandis que le centre médical d'importance le plus proche est le centre hospitalo-universitaire (CHU) du pays qui se trouve dans le quartier de Bogodogo à Ouagadougou.